# Mr. Brooks
 (janvier 2022).
Si vous disposez d'ouvrages ou d'articles de référence ou si vous connaissez des sites web de qualité traitant du thème abordé ici, merci de compléter l'article en donnant les références utiles à sa vérifiabilité et en les liant à la section « Notes et références ».
Pour plus de détails, voir Fiche technique et Distribution.
Mr. Brooks est un thriller psychologique américain réalisé par Bruce A. Evans sorti en 2007. Kevin Costner joue le rôle principal du film, Mr. Brooks. Le film a remporté le prix du public au Festival du film policier de Cognac 2007.
Le film suit Mr Brooks qui se transforme en tueur en série la nuit. Il décide de reprendre ses virées après deux ans de repos mais jure qu'il ne recommencera plus. Un photographe amateur le surprend et menace de tout dévoiler à la police s'il ne l'emmène pas avec lui lors de son prochain meurtre. Pendant que l'inspecteur Tracy Atwood mène l'enquête, un jeu dangereux s'engage entre les deux hommes. Jeu dont personne ne sortira indemne.

## Synopsis
Earl Brooks, homme d'affaires important, vient de recevoir le prix de « l’Homme de l’année » de la Chambre de commerce à Portland, en Oregon, lors d’une soirée, en compagnie de ses amis et de sa femme Emma. Cette même-nuit, alors qu'il rentre chez lui, apparaît quelqu'un sur la banquette arrière de sa voiture, Marshall, le double maléfique ou surmoi de Brooks. Il lui propose de recommencer à tuer, en guise de récompense à son prix, après deux ans de passivité. Brooks essaie de se contrôler et de ne pas céder, mais l’envie de tuer est beaucoup trop excitante. Brooks repère alors un jeune couple et décide de se rendre chez eux. Alors qu’ils font l’amour, Brooks les tue puis se rend compte que le rideau était ouvert. Le lendemain matin, la détective Tracy Atwood enquête sur le double homicide et comprend grâce à des indices récurrents que le tueur de l’ombre est revenu. Au même moment, son ex-mari la harcèle en exigeant une forte somme pour leur divorce.
Au bureau, Brooks reçoit la visite de sa fille, Jane, qui lui apprend qu’un ami lui a emprunté sa BMW et qu’elle a décidé d’arrêter la faculté, à Palo Alto, en Californie. Son père s’interroge alors sur son futur, et Marshall comprend qu’elle cache quelque chose. Au même moment, « M. Smith » arrive et donne une enveloppe à Brooks. Brooks y voit des photos prouvant sa présence sur le lieu du crime de la veille. Il demande à Jane de partir et rejoint Smith. Ce dernier exige qu'il l’emmène avec lui lors de son prochain crime. Brooks est obligé d’accepter, alors qu’il avait envisagé d’arrêter une bonne fois pour toutes. Tracy Atwood mène son enquête et se rend chez Smith qui l'ignore.
Le lendemain matin, Jane avoue à sa mère qu'elle a arrêté la faculté parce qu'elle est enceinte. Earl lui demande de garder l'enfant alors que Jane veut avorter. Le soir, Smith rejoint Brooks au lieu de rendez-vous et lui donne les photos et la carte mémoire, mais Brooks sait qu’il en a des copies. Il lui donne également la carte de visite d'Atwood. Brooks démarre et parcourt la ville, à la recherche d’une proie excitante à tuer. Soudain, un chauffard fait une queue de poisson et Smith s’énerve puis le choisit comme cible. Ils relèvent alors les plaques d’immatriculation pour chercher des informations sur le conducteur. De retour à son atelier, Earl fait des recherches sur Tracy Atwwod et apprend qu’elle a divorcé deux fois, inspecte son compte bancaire et comprend que son ex-mari lui demande beaucoup d'argent. Brooks l’admire, car bien elle soit fortunée, elle a travaillé pour exercer un métier, au contraire de sa fille qui veut une vie facile grâce à son père.
Le lendemain, des policiers de Palo Alto viennent chez les Brooks pour interroger Jane sur un meurtre qui s’est déroulé dans son campus. Lors de son interrogatoire, Jane avoue qu’on lui a volé la BMW. Brooks s’inquiète, Marshall pense que Jane est une tueuse et réconforte Earl. Ce dernier pense que la prison est la meilleure chose pour Jane, et s’en veut car son mal semble héréditaire. Tracy Atwood, elle, continue de négocier avec son ex-mari. Elle est soudain kidnappée par un tueur en série, Meeks, qui s’est évadé de sa prison. La fourgonnette prend la fuite, mais après une rude confrontation, Atwood réussit à s’échapper.
Le soir, Brooks et Smith espionnent le chauffard de la veille. Mais Brooks, par hasard, voit Meeks et décide de ne pas tuer le chauffard, rendant Smith furieux. Le lendemain, Brooks prévient Smith, dans un message codé, qu’il ne pourra pas venir le soir. Il prend en effet un avion, déguisé en vieux fermier, pour Palo Alto, où il décidé de tuer quelau'un avec le même mode opératoire que le meurtre du campus, pour que la police croie à un tueur en série, et disculpe Jane. Il révèle ensuite à Marshall qu’il veut se suicider, car il est fatigué de tuer, et il compte sur Smith pour le faire. Marshall s'y oppose, il veut en effet encore vivre et profiter de la vie. Mais Brooks a pris sa décision. Tracy Atwood retrouve Smith et l’interroge sur le meurtre du jeune couple. Alors qu’il est sur le point de lui donner l’identité du tueur, il décide de se taire encore. De retour à Portland, Brooks écrit une lettre destinée à Emma et Jane, leur disant qu’il les aime plus que tout et qu’il va disparaître à cause d'un cancer en phase terminale. Marshall lit la lettre et s’inquiète de leur futur.
Le soir, Brooks vient au rendez-vous et emmène Smith vers leur prochaine cible. Pendant ce temps Brooks a indirectement emmené Atwood sur la piste de Meeks, lui donnant une chance de l'arrêter à nouveau. Après une fusillade, Meeks et sa copine se tuent pour éviter la prison. Brooks et Smith pénètrent dans l’appartement de Jesse Vialo, ex-mari d'Atwood, qui est en compagnie de son avocate et amante Sheila. Paniqué et excité, Smith ne peut s’empêcher d’uriner, laissant son ADN sur le lieu du crime. Brooks intervient, tue le couple et prend la fuite avec Smith, joyeux. Marshall ne comprend plus vraiment le plan, il se demande pourquoi Brooks a eu besoin de tuer un couple avant de se suicider. De plus, il a compris que Smith veut tuer Brooks après le meurtre du couple. Smith sort effectivement son arme et menace Brooks, qui lui révèle son plan de suicide. Ils entrent dans un cimetière et trouvent une tombe déjà creusée, Smith se prépare à tirer. Après deux clics, Smith comprend que son arme a été trafiquée. Brooks lui révèle qu’il va avoir un petit fils et qu'il ne veut pas mourir. Plus tôt dans la journée, il est allé chez Smith, a récupéré toutes les photos et la carte mémoire et a saboté le chargeur. Brooks élimine Smith en lui tranchant la gorge avec une pelle. Avec l’ADN de Smith sur le lieu du crime, Brooks reste indétectable.
Le lendemain, Smith est identifié comme le « Tueur de l’ombre » dans les journaux. Brooks en profite pour tout arrêter et jure une fois de plus qu’il ne tuera plus personne. Marshall n’est pas d’accord, et sait qu’il changera d’avis quand il repérera une cible excitante. Mais il reste à Brooks une interrogation. Il vole un portable et, du toit d’un immeuble, appelle Atwood, lui disant qu’il n’a pas tué Vialo et l’avocate par hasard. Atwood lui demande son nom, Brooks lui demande en contrepartie pourquoi elle est flic alors qu'elle est richissime. Elle lui révèle que son père a été très déçu quand il a eu une fille, elle veut lui prouver qu’elle a réussi dans la vie. Brooks la remercie, ne lui révèle pas son nom, et jette le portable du toit. Quant à Atwood, elle comprend que le Tueur de l'ombre n'est pas Smith en réalité et reprend donc l'enquête.
La nuit, Jane plante des ciseaux dans la gorge de Brooks pour devenir chef de l’entreprise. Earl se réveille soudainement : c'était un cauchemar, Emma le calme. Il a peur que Jane soit malade comme lui. Il prie, et on comprend que l’envie de tuer est trop forte pour qu’il puisse arrêter.

## Fiche technique
- Titre : Mr. Brooks
- Réalisation : Bruce A. Evans
- Scénario : Bruce A. Evans, Raynold Gideon
- Société de production : MGM, Element films, Relativity Media, Tig Productions, Eden Rock Media
- Production : Jim Wilson, Kevin Costner, Raynold Gideon
- Distribution : MGM
- Photographie : John Lindley
- Musique : Ramin Djawadi
- Montage : Miklos Wright
- Décors : Jeffrey Beecroft
- Costumes : Judianna Makovsky
- Langue :  États-Unis
- Budget : 20 000 000 USD
- Box office : 48 121 965 USD
- Genre : Thriller
- Durée : 120 minutes
- Interdictions :
  -  France : Interdit aux moins de 12 ans
  -  États-Unis : Restricted
- Date de sortie :
  -  États-Unis,  Canada : 1er juin 2007 (Première mondiale à Los Angeles : 22 mai 2007)
  -  France : 29 août 2007

## Distribution

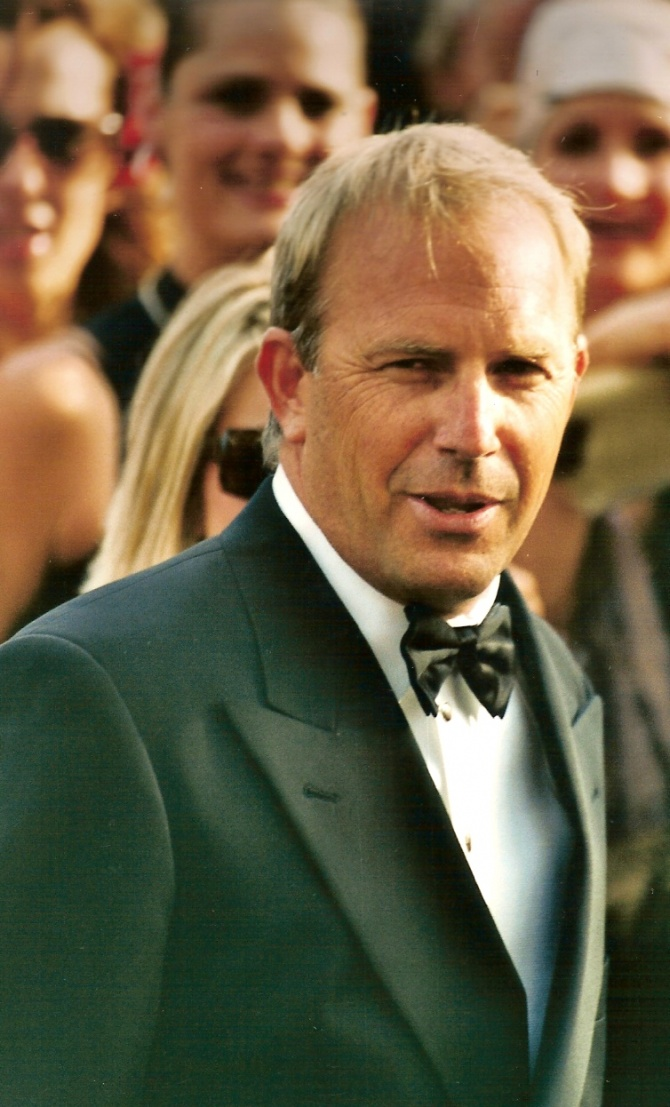
Kevin Costner en 2003

- Kevin Costner (VF : Bernard Lanneau - VQ : Marc Bellier) : Earl Brooks
- Demi Moore (VF : Anne Jolivet - VQ : Élise Bertrand) : Détective Tracy Atwood
- Dane Cook (VF : Thomas Roditi - VQ : Frédéric Paquet) : Mr. Baffert/Smith
- William Hurt (VF : Emmanuel Jacomy - VQ : Jean-Marie Moncelet) : Marshall
- Marg Helgenberger (VF : Emmanuelle Bondeville - VQ : Marie-Andrée Corneille) : Emma Brooks
- Ruben Santiago-Hudson (VF : François Siener - VQ : Pierre Therrien) : Hawkins
- Danielle Panabaker (VF : Elisabeth Ventura - VQ : Kim Jalabert) : Jane Brooks
- Aisha Hinds (VF : Laura Zichy - VQ : Valérie Gagné) : Nancy Hart, l'avocate de Tracy Atwood.
- Lindsay Crouse (VQ : Danièle Panneton) : Capitaine Lister
- Jason Lewis (VQ : Antoine Durand) : Jesse Vialo
- Reiko Aylesworth : Sheila, l'avocate de Jesse
- Matt Schulze : Thorton Meeks
- Traci Dinwiddie : Sarah Leaves
- Yasmine Delawari : Sunday
- Michael Cole : deuxième avocat d'Atwood
- Jim Farnum : le maître de cérémonie
- Megan Brown : une victime
- Ross Francis : une victime
- Version Française :
  - Société de doublage : Imagine[1]
  - Directeur artistique : Patrick Floersheim [2]

## Production

### Casting

Marg Helgenberger en 2013

Les scénaristes ont écrit le rôle pour Kevin Costner, il a été frappé par la qualité de l'écriture et trouvait fascinant de rentrer dans la tête d'un tueur en série. Pour lui, Mr. Brooks est un des 4 meilleurs scénarios qu'il a lu dans sa vie. Il s'est servi de son imagination pour jouer le rôle et a essayé d'humaniser les moments les plus abjectes et. pour l'autre facette du personnage, il a pu s'identifier à l'homme d'affaires et au père aimant sa famille.
Il est allé voir William Hurt pour lui demander si le rôle de Marshall l'intéressait, et l'a proposé à l'équipe, qui l'a immédiatement recruté. Kevin Costner a beaucoup aimé la façon dont Danielle Panabaker s'est approprié le rôle et grâce à son travail, le film peut donner lieu à des suites. Il fallait qu'elle puisse reprendre et faire évoluer le rôle. Au départ Dane Cook n'était pas prévu pour le rôle de Smith, son agent a insisté, et l'acteur a tenu à faire partie du projet après avoir lu le scénario. Toute l'équipe est tombée sur le charme de Marg Helgenberger, elle s'est beaucoup entraînée pour donner plus de corps au personnage. Demi Moore a été très exigeante et était toujours en quête de perfection par rapport au scénario et au réalisme des situations.

### Tournage
Kevin Costner ne voulait pas que ce film soit réalisé de manière traditionnelle : il préférait un film indépendant à petit budget. C'est ainsi que Jim Wilson a rejoint l'équipe. Cette indépendance a permis une totale liberté de création. John Lindley a beaucoup travaillé à créer une esthétique unique avec Jeffrey Beecroft, notamment pour l'atelier de céramique de Brooks. L'équipe est parti faire des repérages en Louisiane et Shreveport a été choisie comme ville de tournage. Le centre-ville était suffisamment grand pour faire illusion. L'équipe a ensuite trouvé une maison moderne sur l'eau.

## Autour du film
- Accroche : « I am a serial killer... stop me! » (Je suis un serial killer...arrêtez-moi!)

### Clin d'œil
- Lorsque Tracy Atwood rencontre Smith pour la deuxième fois, elle lui demande s'il n'est pas amateur de poterie, clin d'œil direct au film Ghost avec Demi Moore.

### Scènes coupées
Au total 6 scènes ont été coupées :
- La première scène du film n'était pas le discours de Mr. Brooks mais un diaporama de photos de corps d'athlète nus (sûrement des anciennes victimes de Brooks) sur lesquelles le générique défilait et Brooks entretenait une discussion avec Marshall. Cette scène précédait la scène des toilettes/discours.
- La scène où Tracy Atwood nage dans la piscine et rejoint son amant a été coupée mais pas en entier, on peut en effet apercevoir Atwood nager.
- Plusieurs scènes qui mettent en scène Tracy Atwood et son ami ont été également coupées : un dîner dans un restaurant et un dialogue qui se déroule le matin, où l'ami en question révèle à Tracy qu'il l'aime profondément, et pas pour son argent.
- Lorsque Brooks se rend à Palo Alto, il raconte à Marshall qu'il l'a découvert à 12 ans dans un livre de contes et il est devenu son héros. Cette scène a été coupée pour laisser plusieurs interprétations possibles.
- Atwood et Hawkins se rendent chez Sigy, un scientifique qui leur révèle la présence d'un vase qui a été déposé par le tueur le soir du premier meurtre.
- À la fin du film, lorsque Brooks lance son téléphone dans le vide, on voit Tracy Atwood sortir du commissariat et marcher juste à côté de l'appareil brisé. Ainsi, Brooks était à quelques mètres d'elle.

## Récompense
- Festival du film policier de Cognac : Prix du Public 2007
- World Soundtrack Awards : Découverte de l'année (Ramin Djawadi)
- Nomination au prix Taurus, pour la meilleure cascade femme pour Boni Yanagisawa et Tracy Keehn-Dashnaw [3]

## Réception critique
Alors que les critiques des spectateurs sont plutôt positives : 7,4/10 sur IMDb, 4/5 sur Itunes, 7,2/10 sur Metacritic, mais 55 % sur Rotten Tomatoes, les critiques de la presse sont plutôt négatives : 2/5 sur AlloCiné. Le principal défaut du film est pour la majorité des critiques Demi Moore et l'intérêt de son histoire ; le principal atout est Kevin Costner ou encore la relation qu'il entretient avec William Hurt.
Malgré quelques critiques de presse positives...
- L’Écran Fantastique : « Si la mise en scène est soignée (...), le film impressionne surtout par sa virtuosité scénaristique. »
- Le Parisien : « Original à double titre, Mr Brooks révèle un Kevin Costner convaincant dans un rôle à contre-emploi (...). L'autre pari gonflé du réalisateur est d'avoir affublé ce héros d'un mauvais génie (...). S'il n'apporte pas grand chose, il ne nuit pas à l'efficacité du scénario. »
- Libération : « (...). Après dix minutes où le fou rire le dispute à l'envie de quitter les lieux au plus vite, un curieux charme finit par opérer. »
- Mad movies : « On savait que Costner capable de mettre en danger son image : ici, elle implose, dans un métrage certes imparfait mais très étonnant. »

... la majorité sont négatives :
- Elle : « Avec un scénario alambiqué dont on décèle vite les grosses ficelles, ce polar "psychologique" ne parvient pas à capter notre intérêt. »
- Le Monde : « Deux heures de détails grotesques et sanglants et d'un fatras scénaristique mélangeant génétique et psychanalyse de bazar, le charme s'est tout à fait dissipé. »
- MCinéma.com : « Quelques bonnes idées... »
- Première : « Surréaliste navet, c'est l'un des plus mauvais films de ces... allez, vingt dernières années. »

## Soundtrack
Ramin Djawadi a composé la bande originale de Mr Brooks. La chanson de The Veils, Vicious Traditions, y figure et représente la conclusion du film.
| "Mr Brooks" | "Mr Brooks"           | "Mr Brooks" | "Mr Brooks" | "Mr Brooks" | "Mr Brooks" | "Mr Brooks" | "Mr Brooks" | "Mr Brooks" | "Mr Brooks" |
| No          | Titre                 | Durée       |             |             |             |             |             |             |             |
| ----------- | --------------------- | ----------- | ----------- | ----------- | ----------- | ----------- | ----------- | ----------- | ----------- |
| 1.          | One Last Question     | 0:43        |             |             |             |             |             |             |             |
| 2.          | Vicious Traditions    | 4:46        |             |             |             |             |             |             |             |
| 3.          | Regrets of an Artist  | 2:08        |             |             |             |             |             |             |             |
| 4.          | The Thumbprint Killer | 4:44        |             |             |             |             |             |             |             |
| 5.          | Addiction             | 2:43        |             |             |             |             |             |             |             |
| 6.          | Hallway Burial        | 2:04        |             |             |             |             |             |             |             |
| 7.          | Detective Atwood      | 2:25        |             |             |             |             |             |             |             |
| 8.          | Unwelcome Partner     | 3:16        |             |             |             |             |             |             |             |
| 9.          | Suicide Note          | 3:05        |             |             |             |             |             |             |             |
| 10.         | Decision              | 5:01        |             |             |             |             |             |             |             |
| 11.         | Meet meeks            | 3:42        |             |             |             |             |             |             |             |
| 12.         | Her Story             | 2:24        |             |             |             |             |             |             |             |
| 13.         | Are We Alone          | 1:38        |             |             |             |             |             |             |             |
| 14.         | Realization           | 1:43        |             |             |             |             |             |             |             |
| 15.         | A Clue                | 3:35        |             |             |             |             |             |             |             |
| 16.         | Mr. Brooks            | 3:31        |             |             |             |             |             |             |             |
| 17.         | Graveyard Standoff    | 3:36        |             |             |             |             |             |             |             |
| 51:01       |                       |             |             |             |             |             |             |             |             |

## Anecdote
Danielle Panabaker qui joue la fille de M. et Mme Brooks est la sœur de Kay Panabaker qui joue la fille de Marg Helgenberger dans la série Les Experts.